# Kałytiaki
Kałytiaki lub Kalitaki (ukr. Калитяки) – wieś na Ukrainie, w rejonie jaworowskim obwodu lwowskiego.

## Historia
Dawniej część wsi Wierzbiany w powiecie jaworowskim.